# Űrkatasztrófa
Az űrtevékenységre jellemző alapos előkészítés és ellenőrzés egy idő után rutinszerűvé válhat és a szakemberek figyelme másfelé fordul vagy egy előforduló hibát nem mérnek fel helyesen. Ez az űrkatasztrófák leggyakoribb oka. Aktív űrrepülésen eddig csak négy alkalommal fordult elő ilyen, a repülések kritikusnak nevezett időszakában, mint a leszállás vagy az indítás. Több halálos baleset fordult elő még az indítás előtti felkészülés során.

## Űrkatasztrófák
- 1960. október 24. – Nyegyelin-katasztrófa

126 ember halt meg egy szovjet ballisztikus rakéta felrobbanása miatt.
- 1967. január 27. – Apollo–1

Gyakorlás közben kigyulladt az indítóállványra felszerelt Apollo–1 kabinja, és a benn lévő három űrhajós, Virgil Grissom, Edward White és Roger Chaffee elégett.
- 1967. április 23. – Szojuz–1

A Szojuz–1 űrhajó ejtőernyője visszatéréskor nem nyílt ki, és a visszatérő kapszula, fedélzetén Vlagyimir Komarovval becsapódott Kazahsztánban.
- 1971. június 29. – Szojuz–11

A Szojuz–11 fedélzetén Georgij Dobrovolszkij, Vlagyiszlav Volkov és Viktor Pacajev éppen visszatérőben volt a Szaljut–1 űrállomásról, amikor az űrhajóból megszökött a levegő. Az űrhajósok megfulladtak.

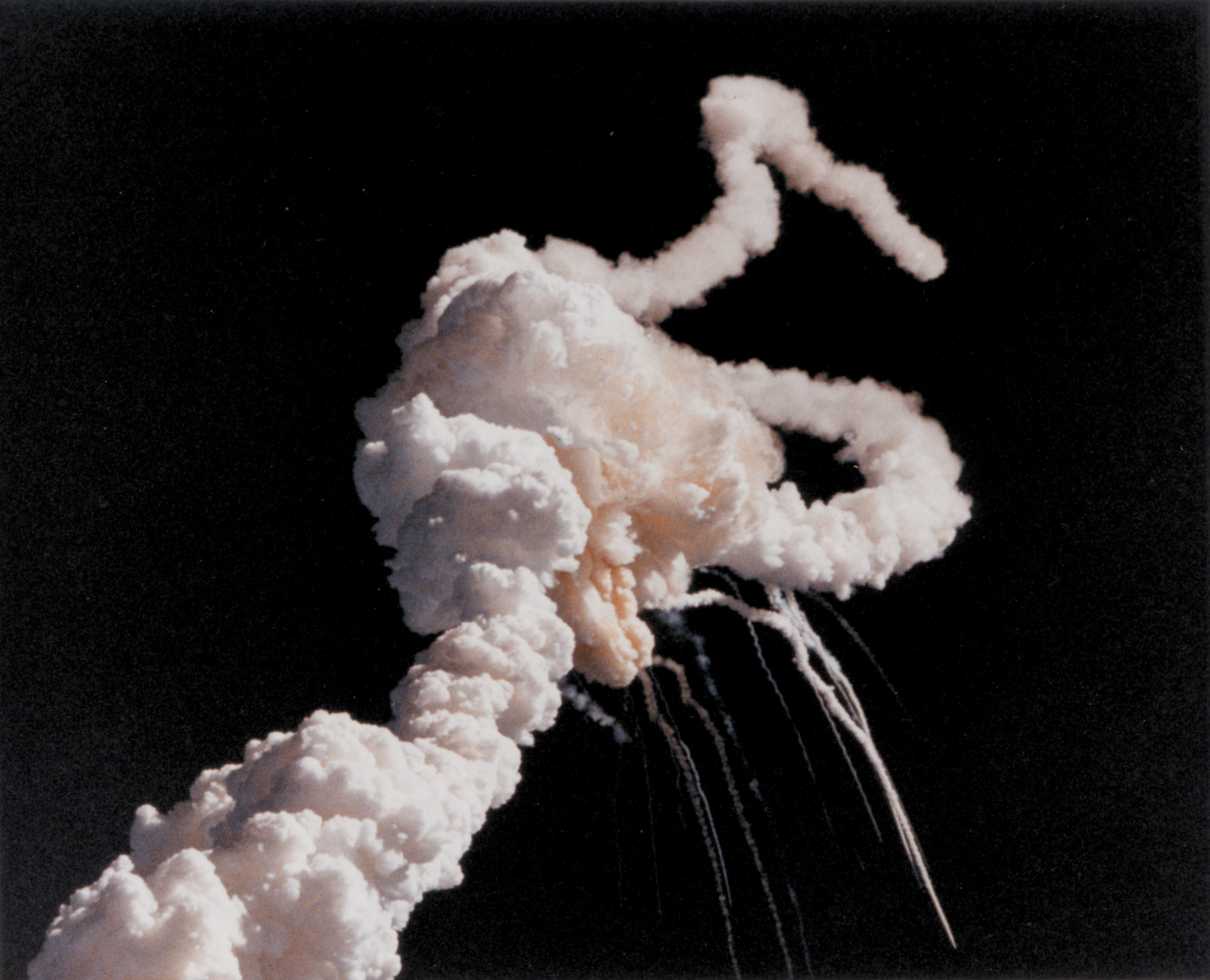
A Challenger űrrepülőgép felrobbanása

- 1986. január 28. Challenger űrrepülőgép, STS–51–L, Challenger-katasztrófa

A küldetés 73. másodpercében a Challenger űrrepülőgép felrobbant, és a fedélzeten lévő hét űrhajós, Francis Scobee, Judith Resnik, Ellison Onizuka, Ronald McNair, Michael J. Smith, Gregory Jarvis, Christa McAuliffe meghalt.
- 1996. február 15.

Egy kínai CZ–3B rakéta indítás után becsapódott egy Xichang űrközponthoz közeli faluba. Hat ember meghalt és 57 megsebesült.
- 2003. február 1. Columbia űrrepülőgép, STS–107, Columbia-katasztrófa

A visszatérés során a Columbia űrrepülőgép a levegőben szétesett és hétfős személyzet meghalt: Willie McCool, Dave Brown, Michael P. Anderson, Rick Husband, Kalpana Chawla, Laurel Clark, Ílán Rámón.
- 2003. augusztus 22. Brazíliai rakétarobbanás

Az indításra való felkészülés közben a brazíliai Alcântara űrközpontban váratlanul beindultak egy VLS–3 hordozórakéta hajtóművei, ami 21 ember ölt meg.

## Egyéb balesetek

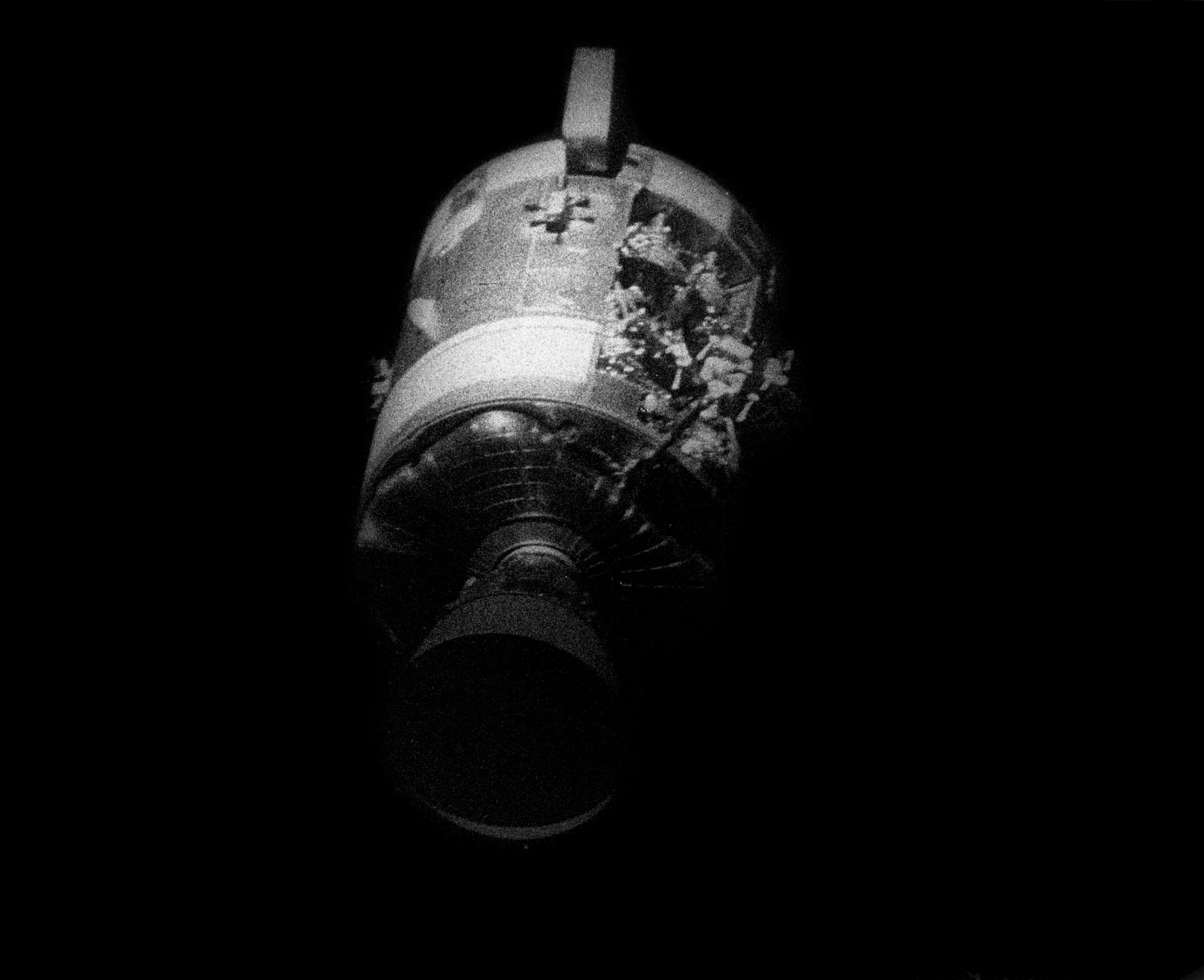
Az Apollo-13 műszaki modulja a leváló parancsnoki modulból fényképezve. A jobb oldalon látszanak a robbanás következményei

Az űrtevékenységhez kapcsolódó súlyos, de nem halálos balesetek:
- 1970. április 14. – Apollo–13

Az Apollo-13 volt az Apollo-program egyetlen sikertelen küldetése a Holdhoz. Repülés közben felrobbant az Apollo űrhajó egyik oxigéntartálya. Az űrhajósoknak a holdkomp rendszereit felhasználva sikerült visszatérniük a Földre.
- 1997. június 25. – Mir, Progressz M-34

Nekiütközött a Mir űrállomás Spektr moduljának a Progressz M-34 teherűrhajó. A modulon keletkező résen szivárogni kezdett a levegő, az állomáson a belső nyomás jelentősen lecsökkent, ezért a modult hermetikusan lezárták. A napelemtáblákban is jelentős kár keletkezett.